# Tshielgivärri
Tshielgivärri är en kulle i Finland. Den ligger i Utsjoki kommun och landskapet Lappland, i den norra delen av landet, 1 000 km norr om huvudstaden Helsingfors. Toppen på Tshielgivärri är 400 meter över havet, eller 88 meter över den omgivande terrängen. Bredden vid basen är 1,9 km. Tshielgivärri ingår i Paistunturit.
Terrängen runt Tshielgivärri är kuperad västerut, men österut är den platt.  Trakten runt Tshielgivärri är nära nog obefolkad, med mindre än två invånare per kvadratkilometer. Närmaste större samhälle är Karigasniemi, 18,6 km söder om Tshielgivärri. Omgivningarna runt Tshielgivärri är i huvudsak ett öppet busklandskap.